# Felice Fontana

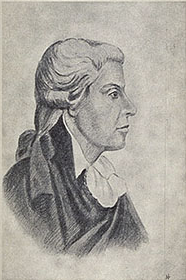
Felice Fontana

Felice Gaspare Ferdinando Fontana, auch Felix Fontana (Roboretanus) (* 15. April 1730 in Pomarolo, Erzbistum Trient; † 9. oder 10. März 1805 in Florenz, Königreich Etrurien), war ein italienischer Naturforscher und Naturwissenschaftler.

## Lebenslauf
Gasparo Ferdinando Felice Fontana wurde am 15. April 1730 in Pomarolo bei Rovereto (Welschtirol) geboren. Er stammte aus bescheidenen Verhältnissen und war das dritte von neun Geschwistern. Er erhielt die niederen Weihen. Er studierte in Verona, Parma, Bologna, Padua, Rom und Florenz. Seine Dissertation befasst sich mit der Reizbarkeit und Sensibilität der Nerven bei Tieren. Fontana war auch ein Schüler des Historikers Girolamo Tartarotti. 1753 wurde er Mitglied der Accademia Roveretana degli Agiati. 1766 erhielt Fontana die Professur für Physik an der Universität von Pisa. Fontana pflegte Kontakte mit dem Schweizer Arzt und Botaniker Albrecht von Haller (1708–1777) und führte einen umfangreichen wissenschaftlichen Briefwechsel. Im Jahr 1775 wurde er vom naturwissenschaftlich interessierten Großherzog Leopold der Toskana (dem späteren Kaiser Leopold II.) zum Direktor des unten erwähnten physikalischen und naturhistorischen Kabinetts in Florenz ernannt. Nach der Eröffnung des Museums reiste Fontana vom Herbst 1775 bis Jänner 1780 durch Frankreich und England, um die bekanntesten Wissenschaftler seiner Zeit kennenzulernen. Die wissenschaftlichen Sammlungen der Medici wurden in dieses Museum eingebracht. Er ordnete die Sammlung mit den Instrumenten Galileis, des Physikers und Astronomen Evangelista Torricelli (1608–1647) und des Mitarbeiters Galileis Vincenzo Viviani (1622–1703) und ließ die erwähnten anatomischen Wachsfiguren anfertigen. Hergestellt wurden die Präparate vom Bildhauer Clemente Susini (1754–1814). 1782 wurde er zum korrespondierenden Mitglied der Göttinger Akademie der Wissenschaften gewählt. 1783 wurde er gewähltes Mitglied der American Philosophical Society. Als 1799 die Franzosen die Toskana besetzten, wurde der Forscher der Kollaboration verdächtigt, verhaftet und durch Napoleon wieder in Freiheit gesetzt. Als Dank fertigte er Wachsfiguren an, die 1802 nach Montpellier kamen. Abbé Fontana war einer der bedeutendsten und vielseitigsten Anatomen und Physiologen des 18. Jahrhunderts. Er verstarb am 9. oder 10. März 1805 an den Folgen eines am 11. Februar erlittenen Schlaganfalls und liegt in Florenz in der Kirche Santa  Croce begraben, in der sich auch das Grabmal Galileis befindet.

## Medizinische Untersuchungen
Fontana beschrieb einen neuen Kanal im Auge. Die Entdeckung wurde nach ihm benannt und als „Fontanasche Räume“ bezeichnet (Spatia anguli iridocornealis) bezeichnet. Es sind dies die Zwischenräume zwischen den Fasern des Reticulum trabeculare. Er untersuchte auch die Lichtreflexe der Pupillen. Fontana erforschte die roten Blutkörperchen, beschrieb die Giftzähne der Schlangen und machte Versuche mit Schlangengift. Fontana befasste sich auch mit der Luft und der Atmung und fand, dass Pflanzenblätter im Sonnenlicht Sauerstoff abgeben. 1781 beschrieb der Forscher die mikroskopischen Befunde der Nervenfasern. Er experimentierte mit dem Pfeilgift Curare und beobachtete, dass die Injektion in den Ischiasnerv ohne toxische Wirkung blieb, diese sich aber nach intravenöser Verabreichung einstellte. Er verwendete elektrische Funken als Reiz im Tierversuch und entdeckte, dass die Drehkrankheit der Schafe durch den Blasenwurm im Gehirn erzeugt wird. Mehrere seiner Werke wurden in die französische, englische und deutsche Sprache übersetzt.

## Wachsmodelle
Als Kaiser Josef II. 1780 seinen Bruder den Großherzog Leopold von der Toskana (Pietro Leopoldo di Lorena) besuchte, sah er das von diesem in Florenz im Jahre 1775 eröffnete Reale Museo di Fisica e Storia Naturale, das wegen seines Observatoriums den Namen „La Specola“ erhalten hatte. Dort bewunderte der Kaiser die unter der Leitung des Felice Fontana hergestellten naturgetreuen Wachsmodelle des menschlichen Körpers: lebensgroße Figuren mit Darstellung der Muskeln, Bänder und Nerven. Der Monarch entschloss sich diese Sammlung für die von ihm gegründete Römische Kaiserliche Josephinische Medicinische-Chirurgische Academie Wien (Josephinum) nochmals herstellen zu lassen. Mitgearbeitet hatte der Anatom und Freund Fontanas Paolo Mascagni (1755–1815). Die Wiener Wachspräparate-Sammlung ist keine reine Kopie der Florentiner Originale, da Mascagni seine Studien über das Lymphgefäßsystem in die Herstellung der Wiener Präparate einbrachte. Diese Sammlung verblieb in geänderter Ausstattung und Aufstellung durch zwei Jahrhunderte nahezu im Originalzustand und ist neben der Bibliothek der Stolz des Hauses.
Die umfangreichste anatomische Wachsmodellsammlung in Florenz befindet sich in der Collezione Ceroplastica des Museums „La Specola“. Eine weitere Sammlung von Wachspräparaten Fontanas – vorwiegend geburtshilfliche – ist im Museo di Storia della Scienza zu sehen. In diesem Museum sind mehrere Räume mit astronomischen und physikalischen Geräten Galileo Galilei gewidmet.

## Geschwister
Felices Bruder Giuseppe Fontana (1729–1788) war ein bekannter naturwissenschaftlich tätiger Arzt. Das Istituto Tecnico Commerciale e per Geometri F. e G. Fontana in Rovereto wurde 1855 gegründet und zuerst nach der österreichischen Kaiserin Elisabeth Scuola reale Elisabettina benannt, 1933 nach der Königin Elena und 1944 nach dem Rücktritt des Königs Viktor Emanuel III. auf den Namen der beiden Brüder geändert.
Sein Bruder Gregorio Fontana (1735–1803) war ein bekannter Mathematiker.

## Werke
- F. Fontana: Dissertation epistolaire de Mr. l’Abbé Felice Fontana de Rovereto. Bologna, 23. Mai 1757. In: Mémoires sur les parties sensibles et irritables du corps animal. Ouvrage qui sert de suite aux Mémoires de Monsieur de Haller. Band 4 Lausanne 1760, S. 157–243.
- F. Fontana: Dei moti dell'iride. Lucca 1765.
- F. Fontana: Nuove osservazioni sopra i globetti rossi del sangue. Lucca 1766.
- F. Fontana: Traité sur le vénin de la vipere sur les poisons américains ... et la description d’un nouveau canal de l’œil. Florenz 1781.
- F. Fontana: Abhandlung über das Viperngift. C.F. Himburg, Berlin 1787. doi:10.5962/bhl.title.49536